# Pro Evolution Soccer (jogo eletrônico)
Pro Evolution Soccer (também conhecido como World Soccer: Winning Eleven 5 no Japão e World Soccer: Winning Eleven 5 International nos Estados Unidos) é o primeiro jogo eletrônico da série Pro Evolution Soccer. A versão japonesa só saiu para o PlayStation 2, enquanto a versão europeia saiu para PlayStation 1 e 2.
O jogo foi lançado em 23 de novembro de 2001 na Europa. Pouco menos de um mês depois, no dia 13 de dezembro, foi lançada para PlayStation 2, somente no Japão, uma versão intitulada de World Soccer: Winning Eleven 5 Final Evolution, que incluía melhorias na jogabilidade e permitia a instalação no HDD do console.

## Times
O jogo contém 81 times, incluindo 49 Seleções e 32 clubes (24 clubes na versão para PS1).

### Seleções
| - Argentina - Austrália - Áustria - Bélgica - Brasil - Bulgária - Camarões - Chile - China - Colômbia | - Croácia - Tchéquia - Dinamarca - Inglaterra - Finlândia - França - Alemanha - Grécia - Hungria - Irã | - Itália - Jamaica - Japão - Coreia do Sul - México - Marrocos - Países Baixos - Nigéria - Irlanda do Norte | - Noruega - Paraguai - Peru - Polónia - Portugal - Romênia - Rússia - Arábia Saudita - Eslováquia - Eslovênia | - África do Sul - Espanha - Suécia - Suíça - Tunísia - Turquia - Ucrânia - Estados Unidos - Uruguai - Iugoslávia |

### Clubes
Nenhum dos clubes é licenciado, sendo referido pelo nome da cidade ou área onde se localizam. Entre parênteses, o nome fictício, quando diferir do real. As equipes cujos nomes estão em itálico são exclusivas da versão para PlayStation 2.
| - Manchester United (Manchester) - Arsenal (London) - Chelsea - Liverpool - Leeds United (Leeds) - West Ham United (Westham) - Newcastle United (Newcastle) - Barcelona | - Real Madrid (Madrid) - Valencia (Valencia) - Deportivo La Coruña (La Coruna) - Monaco (Monaco) - Olympique de Marseille (Marseille) - Paris Saint-Germain (Paris) - Bordeaux (Bordeaux) - Ajax (Amsterdam) | - Feyenoord (Rotterdam) - PSV (Eindhoven) - Internazionale (International) - Juventus (Piemonte) - Milan (Milano) - Lazio - Parma - Fiorentina (Firenze) | - A.S. Roma (Roma) - Borussia Dortmund (Dortmund) - Bayern Munich (Munchen) - Bayer Leverkusen (Leverkusen) - Vasco da Gama (Rio de Janeiro) - Palmeiras (Palestora) - River Plate (La Plata) - Boca Juniors (Buenos Aires) |